# (10867) Lima
(10867) Lima es un asteroide perteneciente al cinturón de asteroides descubierto el 14 de julio de 1996 por Eric Walter Elst desde el Observatorio de La Silla, Chile.

## Designación y nombre
Lima recibió inicialmente la designación de 1996 NX4.
Más adelante, en 2000, se nombró por la ciudad peruana de Lima.

## Características orbitales
Lima orbita a una distancia media de 2,649 ua del Sol, pudiendo alejarse hasta 2,711 ua y acercarse hasta 2,587 ua. Tiene una inclinación orbital de 5,597 grados y una excentricidad de 0,0234. Emplea 1574 días en completar una órbita alrededor del Sol. El movimiento de Lima sobre el fondo estelar es de 0,2287 grados por día.

## Características físicas
La magnitud absoluta de Lima es 14,1 y el periodo de rotación de 4,526 horas.